# 池田美優
池田 美優（いけだ みゆう、1998年〈平成10年〉10月30日 - ）は、東京都北区出身のファッションモデル、タレント、コメンテーター、YouTuber。本名：大倉 美優（おおくら みゆう）、旧姓：池田。所属事務所はSGMを経てPANORAMAに所属。
愛称は「みちょぱ」。名前の「み」と漫画『ONE PIECE』に登場するキャラクター・トニートニー・チョッパーの「ちょぱ」を組み合わせて、自ら名付けた。
夫はモデル・俳優の大倉士門。

## 経歴
静岡県引佐郡細江町（現・浜松市浜名区）生まれ。細江町立中川小学校（現・浜松市立中川小学校）3年生（9歳）当時、両親の離婚を切っ掛けに家族（母親と実兄）で東京都北区に移住した。中学3年生の時に渋谷のギャルサー「美舞羽凛（ひまわり）」を設立し総代表になる。N高等学校に在籍していた。

### モデル
上記ギャルサーに所属していた時期に、友人に人数合わせで呼ばれたのが切っ掛けでオーディションに参加してファッション雑誌『Popteen』（角川春樹事務所）の2013年9月号別冊『JC Popteen』（角川春樹事務所）で読者モデルとしてデビュー。同年11月号から2014年4月号まで、中学3年生の6人で結成された「スーパーJC」の一員として連載企画を担当。2014年5月号からPop Girlsに加入、7月号で専属モデルになると同時に初表紙を飾る（前田希美、西川瑞希、志田友美と共演）。2015年1月号で初の単独表紙を飾る。同年2月号では、読者が選ぶ「今年のトレンド」に選出された。
2015年（平成27年）、ROYALcomfortのシングル「もう嫌って」のMVに出演。大倉士門とカップル役で共演し、自身初となる演技を披露している。同年9月、バラエティ番組『女の体当たりサーチ番組 なぜ?そこ?』（テレビ朝日）で、番組内の調査で10代女子に特に人気の高かった藤田ニコル、オクヒラテツコ、吉木千沙都と並んで「カリスマモデル四天王」と紹介される。2016年3月号の『Popteen』で、特に読者人気の高い男女7人のモデル「神7」の1人に選ばれる。他のメンバーは藤田ニコル、越智ゆらの、澤田汐音、たくぽん、中島健、バトシン。

### タレント
2015年4月、テレ東プレイとツイキャスによる初のコラボレーション番組企画『ハライチ・澤部&みちょぱの大正生まれだけど質問ある?』で初めて番組司会を担当。彼女の番組企画でのメディア出演はこれが初。2016年1月21日放送のバラエティ番組『ダウンタウンDX』（日本テレビ・読売テレビ）で、地上波のテレビ番組初出演。
その後も多数の番組に出演し、2020年4月、『アメトーーク!』（テレビ朝日）にて「みちょぱスゴイぞ芸人」として特集されるなど、バラエティタレントとしての評価も高い。

## 人物
- 小学校から東京都北区赤羽育ち[20]。兄が1人いる[21]。
- 競歩選手の池田向希は、父方の再従兄弟[22]。
- 北区在住時の小学校4年時にテレビ東京『出没!アド街ック天国』が駄菓子屋を取材に訪れた際に居合わせ、カップ焼きそばを食していた映像が現存している[23]。
- 黒髪がトレンドになるギャルモデル界の中で、茶髪に派手なメイクというスタイルを貫いている[24]。ボディピアスを開けている。モデル業でファンに飽きられることへの懸念から次なる目標として歌手活動を挙げている。また、2015年にROYALcomfortのミュージック・ビデオで見せた演技が好評だったことから、演技にも関心を示している[25]。
- 芸人・有吉弘行を『師匠』と呼び、慕っている。これは池田が有吉がMCを務める番組に多く出演し、有吉と芸人同士や出演者などとの掛け合いなどを見てバラエティ番組のノウハウを多く学ばせてもらったことから[26]。
- 2018年3月12日放送の『名医のTHE太鼓判!』（TBS系）に出演した際には、「病的な味覚障害」と診断された。甘味や塩味がわからない原因は、味の濃いものを食べ続けた食生活の影響だという[27]。
- 民間資格のダイエット検定に合格、同検定を主宰する日本ダイエット健康協会認定「生活アドバイザー」資格も取得している[28]。
- 2022年10月22日、自身のTwitterで、かねてから交際していた大倉士門との結婚を発表した[8][29]。結婚式は京都とハワイでの合計2回、挙式した。
- 学生時代に3か月だけバレーボール部に所属していた経験があり（入部時が夏休み明けのチーム結束後であり、しかも池田の加入によってベンチ入り人数より一人余ることになったため本人はベンチ入りした経験すらない）、サンデージャポンにおいて「バレー経験者」としてのコメントを求められるという無茶ぶりを司会の爆笑問題の二人にしばしば受けている。

## 出演

### 現在のレギュラー番組
テレビ番組
- 突然ですが占ってもいいですか? - フォーチュンウォッチャー[30][31]（2020年4月15日 - 、フジテレビ）[32][33]
- 週刊情報チャージ! チルシル（2025年4月5日 - 、NHK総合） - ちるるの声[34][35]

ラジオ番組
- #みちょパラ[36]（2019年5月 - 、ニッポン放送）

Web番組
- みちょぱ吉村のマブマブTV（2021年9月19日 - 、YouTube）
- シークレットNGハウス（2025年3月27日 - 、Amazon Prime Video）[37]

### 不定期で出演中の番組
テレビ番組
- サンデージャポン（TBS） - スタジオコメンテーター
- 有吉ぃぃeeeee!そうだ!今からお前んチでゲームしない?（テレビ東京） - ゲストゲーマー
- アメトーーク!（テレビ朝日） - 不定期。ほとんどオブサーバー側のゲストとしての出演
- ロンドンハーツ（テレビ朝日）
- 有吉ジャポンII ジロジロ有吉（TBS）
- 櫻井・有吉 THE夜会（TBS） - 準会員

### 過去のレギュラー番組
- TiARY TV（2016年7月1日 - 2018年3月、tvk）[38]
- チャント!（2019年10月2日 - 2020年3月25日、CBCテレビ） - リポーター
- 教えてもらう前と後（2021年4月5日 - 9月27日、TBS） - ファミリー[注 1]
- 越境放送バリ（2021年10月2日 - 12月24日、読売テレビ）
- ドラレコは見た!ちょっといい話（NHK総合、2020年3月27日・2020年6月5日 - 2020年8月11日） - MC
- スッキリ（日本テレビ） - コメンテーター
  - 木曜（2021年4月1日 - 2022年3月31日）
  - 水曜（2022年4月6日 - 2023年3月29日）
- THEスピリット（2023年1月10日 - 3月14日、フジテレビ）
- 有吉クイズ（2021年10月5日 - 2024年9月23日、テレビ朝日）[注 2]

ラジオ番組
- Stand By みー（2017年4月 - 2018年3月、bayfm）
- とりしらベイビー（2019年4月 - 2020年3月、NHKラジオ第1）[39]

Web番組
- ハライチ・澤部&みちょぱの大正生まれだけど質問ある?（テレ東プレイ・ツイキャス、2015年 - 2016年）[40]
- イマっぽTV（2017年4月 - 2020年3月26日、AbemaTV）火曜担当MC
- Feat.ソニーミュージックオーディション（2018年3月 - 2018年7月13日、GYAO!） - MC[41]
- かまいちょぱ（2021年4月 - 2023年3月22日、GYAO!）
- 7.2 新しい別の窓（2018年 - 2023年6月4日、ABEMA[注 3]） - 第3回から出演。

### ファッションショー
- 関西コレクション
  - 関西コレクション 2015 A/W（2015年9月23日）
  - 関西コレクション 2016 S/S（2016年2月28日）
- 東京ガールズコレクション
- takagi presents TGC KITAKYUSHU 2015 by TOKYO GIRLS COLLECTION（2015年10月17日）
  - 第37回 マイナビ 東京ガールズコレクション 2023 AUTUMN／WINTER（2023年9月2日、さいたまスーパーアリーナ）[42]
  - CREATEs presents TGC KITAKYUSHU 2023 by TOKYO GIRLS COLLECTION（2023年10月7日、西日本総合展示場新館）[43]
  - TGC MATSUYAMA 2024 by TOKYO GIRLS COLLECTION（2024年7月13日、愛媛県武道館）[44]
- Girls Award
  - Girls Award 2015 AUTUMN/WINTER (2015年10月24日)
  - Tokyo Virtual Runway Live by GirlsAward vol.1（2020年6月27日、ABEMA独占生配信）[45]
  - Rakuten GirlsAward 2023 AUTUMN/WINTER（2023年9月30日、幕張メッセ）[46]
  - Rakuten GirlsAward 2025 SPRING/SUMMER（2025年5月3日、国立代々木競技場第一体育館）[47]

### ミュージック・ビデオ
- ROYALcomfort『もう嫌って』（アルバム『ROYAL ROAD 03 〜Life is onetime〜』所収、2015年）
- lol『bye bye』
- ちゃんみな『TOKYO 4AM』（2022年）[48]

### CM
- ファミリーマート「FAMIMA CAFÉ」フラッペシリーズ ギャラクティカグレープフラッペ・ファンタジーピーチフラッペ 「フラッペ みちょぱ変身」篇 （2018年5月 - ）[49][50]
- マイナビ マイナビバイト「バイト探しサムライ編」（2019年7月 - ）[51]
- ミクシィ モンスターストライク「モンストプリズン ニクレンジャー」篇（2019年10月10日 - ）[52]
- クロスプラス パステルマスク
  - 「みちょぱ会議」篇（2020年12月19日 - ）[53]
  - 「みちょぱ出勤」篇（2021年4月17日 - ）[54]
- ポケモン 劇場版ポケットモンスター ココ「#ココのココにやられた みちょぱさん A」「#ココのココにやられた みちょぱさん B」（2021年2月20日 - ）[55]
- Panasonic「ヘアードライヤー ナノケア」 （2021年3月7日 - ） - 動画広告
- オートバックスセブン（2021年10月1日 - ）山口智充と共演[56]
- LINE「LINEギフト クリスマス」篇（2021年12月1日 - ）[57]
- SODA inc. スニーカーダンク「スニダンフレンズ 売買」篇「スニダンフレンズ 本物保証」篇「スニダンフレンズ スニダンコール」篇（2021年12月11日 - ）[58]
- スクウェア・エニックス・NHN PlayArt スマートフォン用パズルゲーム「ドラゴンクエストけしケシ!」（2022年5月26日 - ）[59]
- メルカリ “はじメル”キャンペーン「新しいオトモダチ / 友達招待ポイント」篇（2022年10月21日 - ） - 藤田ニコル、小峠英二、クロちゃんと共演[60]
- P&G ジョイ「2つの黒JOY」篇（2024年9月1日 - ） - 山里亮太、杉浦太陽と共演[61]
- 東洋水産 マルちゃん ZUBAAAN!（ズバーン）「ズバーンときちゃった! 濃厚味噌」篇（2025年1月1日 - ）

### 広告
- ♯ちょいボラ【ちょっとしたことだって、もうボランティア】（2017年12月、東京都生活文化局）[62]
- 静岡県いちご協議会 「静岡いちご2020」『静岡 紅ほっぺ』『静岡県産 きらぴ香』（2020年12月 - ） - 広告モデル[63][64]
- グンゼ
  - 「BODY WILD」（2021年1月 - ） - イメージキャラクター[65]
  - 「Tuche」（2021年2月25日 - ） - イメージキャラクター[66]

### 吹き替え
- ワイルド・スピード/ジェットブレイク（2021年8月6日公開） - 若い頃のレティ・オルティス / スタートガール 役〈アズィア・ディネア・ヘイル〉[67][68]
- ワイルド・スピード/ファイヤーブースト（2023年5月19日公開） - キャビンアテンダント〈メドウ・ウォーカー〉[69]

### イベント
- 中山競馬場リニューアル記念PRイベント（2018年11月4日 - 、中山競馬場）

## 書籍
- 『MICHOPA MANIA』（2016年5月20日、角川春樹事務所）ISBN 978-4758412858
- 『MICHOPA COSME BOOK』（2018年6月14日、宝島社）ISBN 978-4800281470

## 音楽活動

### バックドロップターメリックs
テレビ番組『有吉ぃぃeeeee!そうだ!今からお前んチでゲームしない?』で展開するタカアンドトシとの音楽ユニット。
- 番組公式カレーソング『恋のスパイスカレーeeeee!～ナンはおかわり自由です～』（2021年6月27日有料配信）
  - 出演

ABEMA SPECIAL 2チャンネル『7.2 新しい別の窓 #45』　2021年12月5日(日) 15:00 〜 22:12

## ファッションプロデュース
- 2021年10月、ジュエリー・アクセサリーブランド「uiazis（ウイアジス）」を立ち上げプロデュースを行う。

## 受賞歴
2022年
- 第39回ベストジーニスト 一般選出部門

2023年
- 第6回スニーカーベストドレッサー賞 モデル部門
- 第40回ベストジーニスト 一般選出部門